# DeAndre' Bembry
DeAndre’ Bembry, né le 4 juillet 1994 à Charlotte en Caroline du Nord, est un joueur américain de basket-ball. Il mesure 1,94 m, et évolue aux postes d'arrière et d'ailier.

## Biographie

### Carrière universitaire
En mars 2016, Bembry reçoit le trophée de meilleur joueur de l'Atlantic 10 Conference.
Le 28 mars 2016, il annonce sa candidature à la Draft 2016 de la NBA.

### Carrière professionnelle

#### Hawks d'Atlanta (2016-2020)
Le 23 juin 2016, Bembry est sélectionné par les Hawks d'Atlanta à la 21e position de la draft 2016 de la NBA. Le 25 juin 2016, il signe son contrat rookie avec les Hawks.

#### Raptors de Toronto (2020-2021)
Le 23 novembre 2020, il s'engage pour deux saisons (une seule garantie) avec les Raptors de Toronto. Il est licencié le 3 août 2021.

#### Nets de Brooklyn (2021-février 2022)
En août 2021, il s'engage une saison avec les Nets de Brooklyn. Il est coupé le 11 février 2022.

#### Bucks de Milwaukee (février - avril 2022)
Quelques jours plus tard, il signe jusqu'à la fin de saison en faveur des Bucks de Milwaukee. Blessé, il est coupé le 7 avril 2022.

## Palmarès
- AP Honorable Mention All-American (2016)
- Atlantic 10 Player of the Year (2016)
- 2× First-team All-Atlantic 10 (2015, 2016)
- Atlantic 10 All-Defensive Team (2016)

## Statistiques

### Universitaires
Les statistiques en matchs universitaires de DeAndre’ Bembry sont les suivantes :
| Saison    | Équipe       | Matchs | Titul. | Min./m | % Tir | % 3pts | % LF | Rbds/m. | Pass/m. | Int/m. | Ctr/m. | Pts/m. |
| --------- | ------------ | ------ | ------ | ------ | ----- | ------ | ---- | ------- | ------- | ------ | ------ | ------ |
| 2013-2014 | Saint-Joseph | 34     | 34     | 32,6   | 45,8  | 34,6   | 58,3 | 4,50    | 2,71    | 0,94   | 0,56   | 12,15  |
| 2014-2015 | Saint-Joseph | 31     | 31     | 38,6   | 43,2  | 32,7   | 63,7 | 7,74    | 3,58    | 1,94   | 0,94   | 17,74  |
| 2015-2016 | Saint-Joseph | 36     | 35     | 37,2   | 47,9  | 26,6   | 65,7 | 7,75    | 4,47    | 1,42   | 0,83   | 17,42  |
| Total     | Total        | 101    | 100    | 36,1   | 45,7  | 31,2   | 62,8 | 6,65    | 3,60    | 1,42   | 0,77   | 15,74  |

### Professionnelles

#### Saison régulière NBA
| Saison    | Équipe  | Matchs | Titul. | Min./m | % Tir | % 3pts | % LF | Rbds/m. | Pass/m. | Int/m. | Ctr/m. | Pts/m. |
| --------- | ------- | ------ | ------ | ------ | ----- | ------ | ---- | ------- | ------- | ------ | ------ | ------ |
| 2016-2017 | Atlanta | 38     | 1      | 9,8    | 48,0  | 5,6    | 37,5 | 1,55    | 0,74    | 0,21   | 0,13   | 2,66   |
| 2017-2018 | Atlanta | 26     | 3      | 17,5   | 41,4  | 36,7   | 57,6 | 2,77    | 1,88    | 0,81   | 0,46   | 5,23   |
| 2018-2019 | Atlanta | 82     | 15     | 23,6   | 44,6  | 28,9   | 64,0 | 4,37    | 2,46    | 1,28   | 0,50   | 8,38   |
| 2019-2020 | Atlanta | 43     | 4      | 21,3   | 45,6  | 23,1   | 54,2 | 3,53    | 1,88    | 1,28   | 0,44   | 5,79   |
| 2020-2021 | Toronto | 51     | 12     | 19,1   | 51,3  | 26,4   | 68,2 | 2,90    | 2,10    | 1,00   | 0,40   | 5,70   |
| Total     | Total   | 240    | 35     | 19,4   | 45,9  | 26,8   | 61,2 | 3,30    | 1,90    | 1,00   | 0,40   | 6,10   |

Mise à jour le 4 octobre 2021

## Records sur une rencontre en NBA
Les records personnels de DeAndre' Bembry en NBA sont les suivants, :
| Type de statistique        | Saison régulière | Saison régulière                  | Saison régulière |
| Type de statistique        | Record           | Adversaire                        | Date             |
| -------------------------- | ---------------- | --------------------------------- | ---------------- |
| Points                     | 22               | @ Pistons de Détroit              | 22 novembre 2019 |
| Paniers marqués            | 9                | @ Pistons de Détroit              | 22 novembre 2019 |
| Paniers tentés             | 15               | Bucks de Milwaukee                | 13 janvier 2019  |
| Paniers à 3 points réussis | 4                | @ Pistons de Détroit              | 22 novembre 2019 |
| Paniers à 3 points tentés  | 6                | 4 fois                            | 4 fois           |
| Lancers francs réussis     | 5                | @ Pelicans de La Nouvelle-Orléans | 26 mars 2019     |
| Lancers francs tentés      | 8                | Pistons de Détroit                | 9 novembre 2018  |
| Rebonds offensifs          | 6                | Heat de Miami                     | 31 octobre 2019  |
| Rebonds défensifs          | 14               | Mavericks de Dallas               | 24 octobre 2018  |
| Rebonds totaux             | 16               | Mavericks de Dallas               | 24 octobre 2018  |
| Passes décisives           | 8                | Heat de Miami                     | 31 octobre 2019  |
| Interceptions              | 5                | 2 fois                            | 2 fois           |
| Contres                    | 4                | Celtics de Boston                 | 23 novembre 2018 |
| Balles perdues             | 7                | @ Raptors de Toronto              | 8 janvier 2019   |
| Minutes jouées             | 41               | 2 fois                            | 2 fois           |

- Double-double : 5
- Triple-double : 0

Dernière mise à jour : 5 novembre 2020

## Salaires
| Année       | Équipe          | Salaire     |
| ----------- | --------------- | ----------- |
| 2016-2017   | Hawks d'Atlanta | 1 499 760 $ |
| 2017-2018   | Hawks d'Atlanta | 1 567 200 $ |
| 2018-2019   | Hawks d'Atlanta | 1 634 640 $ |
| Total Gains | Total Gains     | 4 701 600 $ |
| 2019-2020   | Hawks d'Atlanta | 2 603 982 $ |

## Vie privée
Neuf jours avant la draft 2016 de la NBA, son frère cadet, Adrian, a été assassiné par balles lors d'une fête à l'intérieur d'un appartement à Charlotte, en essayant de s'interposer dans une bagarre,.